# Halectinosoma paraspinicauda
Halectinosoma paraspinicauda is een eenoogkreeftjessoort uit de familie van de Ectinosomatidae. De wetenschappelijke naam van de soort is voor het eerst geldig gepubliceerd in 1979 door Bodin.